# Бондаренко Григорій Іванович
Гри́горій Іва́нович Бо́ндаренко (13 березня 1941, с. Мисайлівка, Богуславський район, Київська область — 14 лютого 2020, м. Київ) — український політик.

## Освіта
Київський інститут народного господарства (1964—1969), економіст, «Фінанси і кредит».

## Біографія
- 03.1958-09.1961 — касир, Мисайлівська сільрада.
- 09.1961-02.1963 — студ., Одес. фін.-кредитний тех-м.
- 03.-08.1963 — економіст інспекції держдоходів, Переяслав-Хмельницький міськфінвідділ.
- 08.1963-01.1965 — інспектор держдоходів, Богуславський міськфінвідділ.
- 01.1965-01.1972 — 2-й секр., 1-й секр., Миронівський РК ЛКСМУ.
- 01.-02.1972 — інстр. оргвідділу, Миронівський РК КПУ.
- 02.1972-09.1973 — голова, колгосп ім. Куйбишева, с. Яхни Миронівського р-ну.
- 09.-12.1973 — 2-й секр., Миронівський РК КПУ.
- 12.1973-01.1976 — голова виконкому, Миронівська райрада деп. трудящих.
- 01.1976-11.1988 — зав. відділу торговельно-фін. органів, Київ. ОК КПУ.
- 11.1988-06.1992 — 1-й заст. нач. Гол. планово-ек. упр., Київ. облвиконком.
- 01.1992-12.1996 — кер. справами, ВР України.
- 11.1996-04.2002 — заступник Голови, Державної податкової адміністрації України.
- 04.2002-04.2006 — Народний депутат України 4 склик., виборчий округ № 92, Київської обл., висунутий виборчим блоком політичних партій «За єдину Україну!». На час виборів член Партії регіонів. Член фракції «Єдина Україна» (05.-06.2002), чл. групи «Європейський вибір» (06.2002-11.03), чл. фракції «Регіони України» (11.2003-01.2005), позафр. (13.-20.01.2005), чл. групи «Демократична Україна» (01.-09.2005), чл. фракції Політ. партії «Вперед, Україно!» (09.-11.2005), чл. групи Народного блоку Литвина (з 11.2005). Голова підкомітету з питань видатків бюджету Комітету з питань бюджету (з 06.2002).
- 03.2006 — кандидат в народні депутати України від Народного блоку Литвина, № 52 в списку.

Держ. радник податкової служби 1-го рангу, член Народної Партії.
- 08.2006-01.2008 — заступник голови Державної податкової адміністрації України.
- з 11.2006 — голова ВГО «Асоціація ветеранів державної податкової служби України».

голова Київської обласної організації Народної Партії.
- з 03.2008 — голова Політвиконкому Народної Партії.

Державний службовець 1-го рангу (04.1994).
Захоплення: полювання, букіністика, колекціонування книг, марок, значків.
Помер 14 лютого 2020 року у Києві.

## Нагороди
- Орден «За заслуги» III ст. (1997).
- Почесний працівник податкової служби (1999).
- Почесна грамота КМ України (12.2003).
- Заслужений економіст України (10.2000).

## Сім'я
- Дружина Галина Дем'янівна (1943) — фінансист, пенс.;
- Син Ігор (1966) — військовослужбовець, з 27 серпня 2014 року в.о. начальника Головного управління Міндоходів в м. Києві;
- Син Олександр (1972) — економіст, дипломат.